# Agrilus convexicollis
Agrilus convexicollis es una especie de insecto del género Agrilus, familia Buprestidae, orden Coleoptera.
Fue descrita científicamente por Redtenbacher, 1849.